# Soil Organisms
Soil Organisms – recenzowane, międzynarodowe czasopismo naukowe, publikujące w dziedzinie pedobiologii.
Czasopismo to wydawane jest przez Senckenberg Gesellschaft für Naturforschung jako oficjalna publikacja Muzeum Historii Naturalnej w Görlitz. Jest ono następcą „Abhandlungen und Berichte des Naturkundemuseums Görlitz”, którego pierwszy numer ukazał się w 1827 roku. Ukazujące się w nim artykuły dotyczą szeroko rozumianej biologii gleby ze szczególnym uwzględnieniem zasiedlających ją organizmów zwierzęcych, w tym ich taksonomii, systematyki, ewolucji, morfologii, ekologii i biogeografii. Częstotliwość publikacji wynosi 3 tomy na rok.